# Adrienn Hormay
Adrienn Hormay (Pécs, 7 de outubro de 1971) é uma ex-esgrimista olímpica húngara, que conquistou várias medalhas em competições mundiais e continentais.

## Palmarès
Campeonato Mundial
| Ano  | Local          | Evento             | Posição | Ref.  |
| ---- | -------------- | ------------------ | ------- | ----- |
| 1991 | Budapeste      | Espada por equipes | 1.ª     | [ 2 ] |
| 1995 | Haia           | Espada por equipes | 1.ª     | [ 2 ] |
| 1997 | Cidade do Cabo | Espada por equipes | 1.ª     | [ 2 ] |
| 2002 | Lisboa         | Espada por equipes | 1.ª     | [ 2 ] |
| 1994 | Atenas         | Espada por equipes | 2.ª     | [ 2 ] |
| 2005 | Lípsia         | Espada por equipes | 2.ª     | [ 2 ] |
| 2001 | Nîmes          | Espada por equipes | 3.ª     | [ 2 ] |
| 2003 | Havana         | Espada por equipes | 3.ª     | [ 2 ] |

Campeonato Europeu
| Ano  | Local    | Evento             | Posição | Ref.  |
| ---- | -------- | ------------------ | ------- | ----- |
| 2001 | Coblença | Espada por equipes | 1.ª     | [ 2 ] |
| 2002 | Moscou   | Espada por equipes | 1.ª     | [ 2 ] |
| 2008 | Quieve   | Espada por equipes | 1.ª     | [ 2 ] |
| 2000 | Funchal  | Espada por equipes | 2.ª     | [ 2 ] |
| 2006 | Esmirna  | Espada por equipes | 2.ª     | [ 2 ] |
| 2007 | Gante    | Espada por equipes | 2.ª     | [ 2 ] |
| 1999 | Bolzano  | Espada por equipes | 3.ª     | [ 2 ] |